# Back in My Arms Again
Singles de The Supremes
Stop! In the Name of Love
(février 1965) Nothing but Heartaches
(juillet 1965)
Back in My Arms Again est une chanson écrite par le trio Holland-Dozier-Holland pour le groupe The Supremes, sortie en 45 tours en avril 1965. Elle devient le cinquième no 1 américain d'affilée pour les Supremes, après Where Did Our Love Go, Baby Love, Come See About Me et Stop! In the Name of Love.